# Jüdische Elementarschule (Vöhl)
Die ehemalige jüdische Elementarschule Vöhl in Vöhl, in der gleichnamigen Gemeinde im nordhessischen Landkreis Waldeck-Frankenberg in Hessen, befindet sich im denkmalgeschützten Ortszentrum von Vöhl unter der Adresse Arolser Straße 8.

## Beschreibung
Das Gebäude der ehemaligen jüdischen Elementarschule Vöhl wurde im Jahr 1837 als Wohnhaus in Fachwerkbauweise von Ascher Rothschild errichtet und diente vermutlich ab dem Jahr 1881 der jüdischen Gemeinde Vöhl als Elementarschule. Vor Ort im Haus wohnten neben anderen Hausbewohnern die jüdischen Lehrer der Schule. Im Erdgeschoss wurde eine Gerberei betrieben und ab dem Jahr 1923 befand sich in den Geschäftsräumen die Bäckerei von Konrad Naumann sowie im Anschluss die Bäckerei von Christian Schwarz.
Das großvolumige, dreigeschossige Fachwerkhaus bestimmt durch seine Größe den Straßenraum in der Arolser Straße und dieser Eindruck wird durch das ansteigende Gelände der Parzelle verstärkt. An der Straßenseite befindet sich ein hohes Sockelgeschoss mit Eckquaderung und aus rotem Sandstein rundbogig abgeschlossene Laibungen der Haustür und der Fenster. Das Haus wird von einem flachen Satteldach mit einem Mezzaningeschoss abgeschlossen und ist an den Außenseiten ein komplett verkleidetes Gebäude mit einer verputzten Rückseite.
Im Denkmalverzeichnis des Landesamts für Denkmalpflege Hessen ist die ehemalige jüdische Elementarschule als Kulturdenkmal aus geschichtlichen und städtebaulichen Gründen eingetragen. Sie steht für ein Zeugnis der Geschichte und der Riten der untergegangenen jüdischen Gemeinde Vöhl und ist ein Gebäude von besonderer Bedeutung.
→ Siehe auch: Jüdische Gemeinde Vöhl